# Wimper-Perlgras
Das Wimper-Perlgras (Melica ciliata) ist eine Art aus der Gattung der Perlgräser (Melica) in der Familie der Süßgras (Poaceae), das bevorzugt an wärmebegünstigten Orten wächst. Es kennzeichnet trockene Heiden und vor allem die Steppen des südosteuropäischen Raumes. Ein auffälliges Merkmal dieses Grases sind die zur Blütezeit deutlich sichtbar aus den Ährchen heraushängenden Wimpern der Deckspelzen. Aufgrund seiner attraktiven Blütenstände wird dieses Gras häufig in Gärten kultiviert.

## Beschreibung

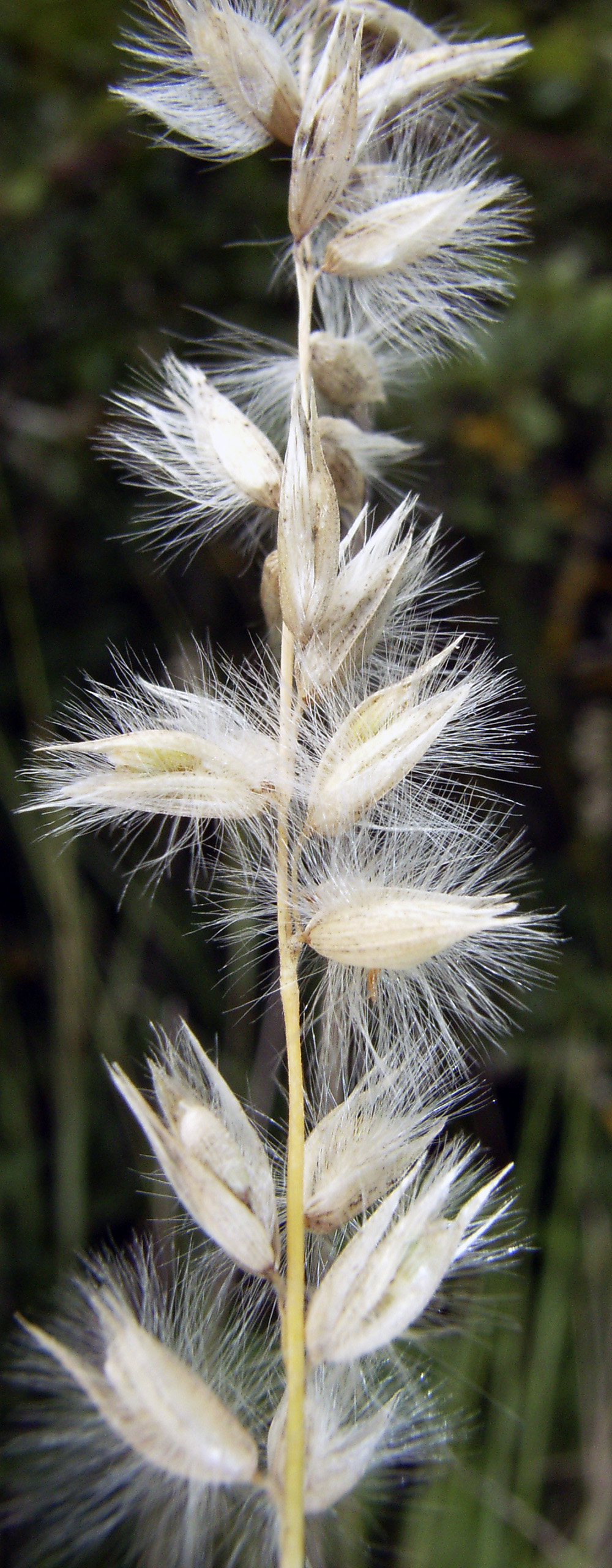
Blütenstand

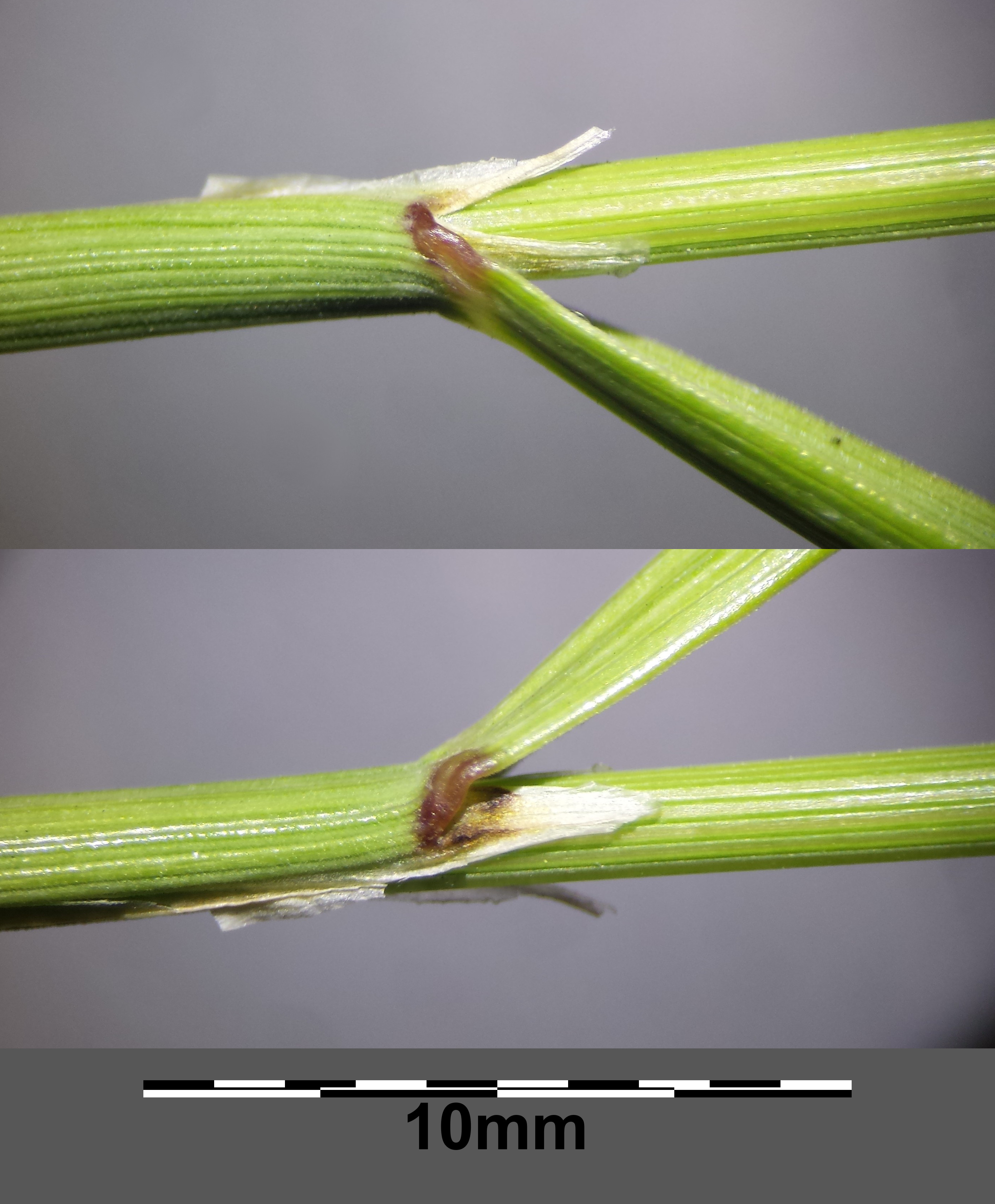
Stängel mit Laubblatt und Blatthäutchen. Die Blattscheiden der Grundblätter sind kahl.

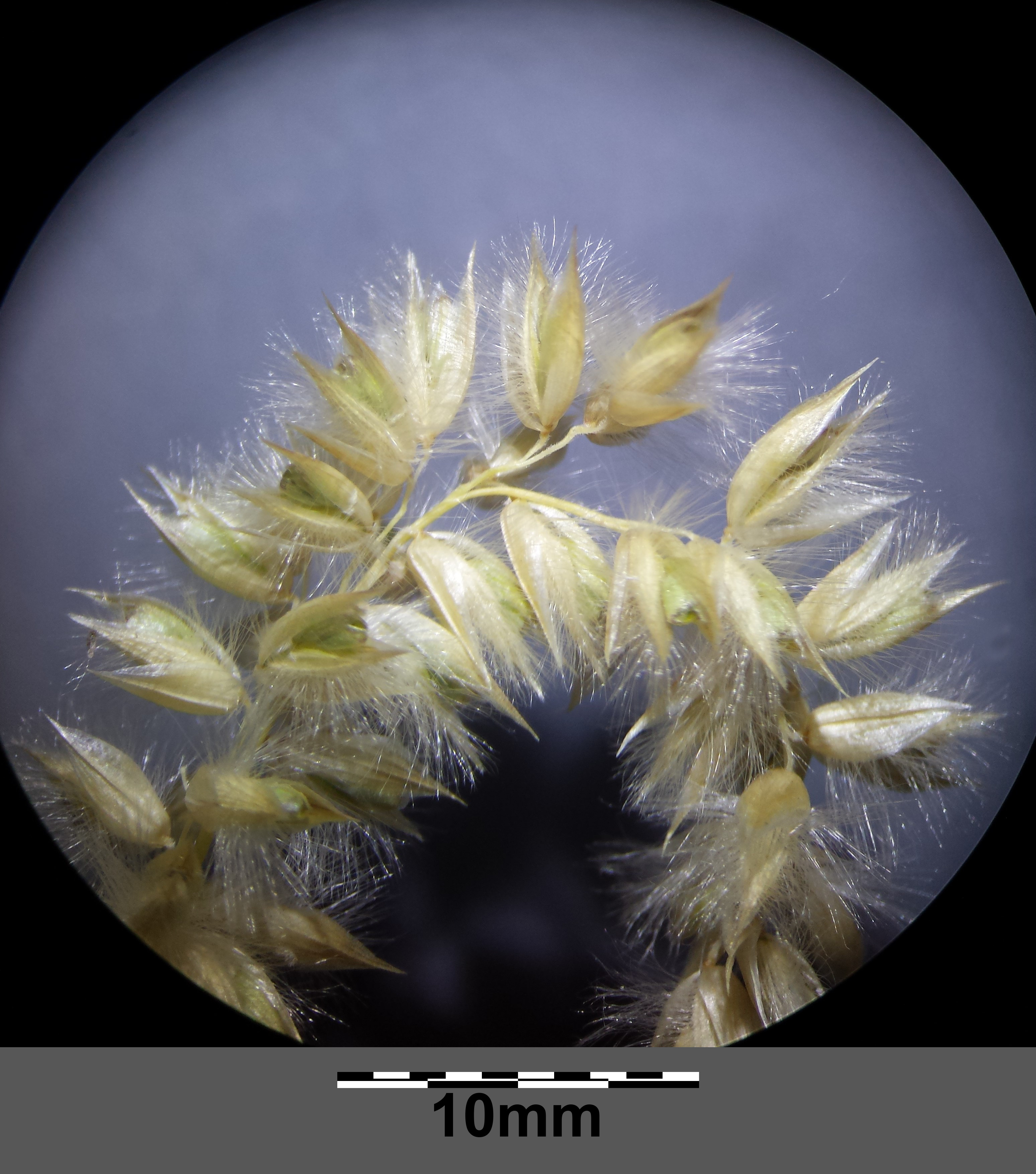
Der Blütenstand ist eine „Ährenrispe“: die Ährchen sitzen an verzweigten Stielen.

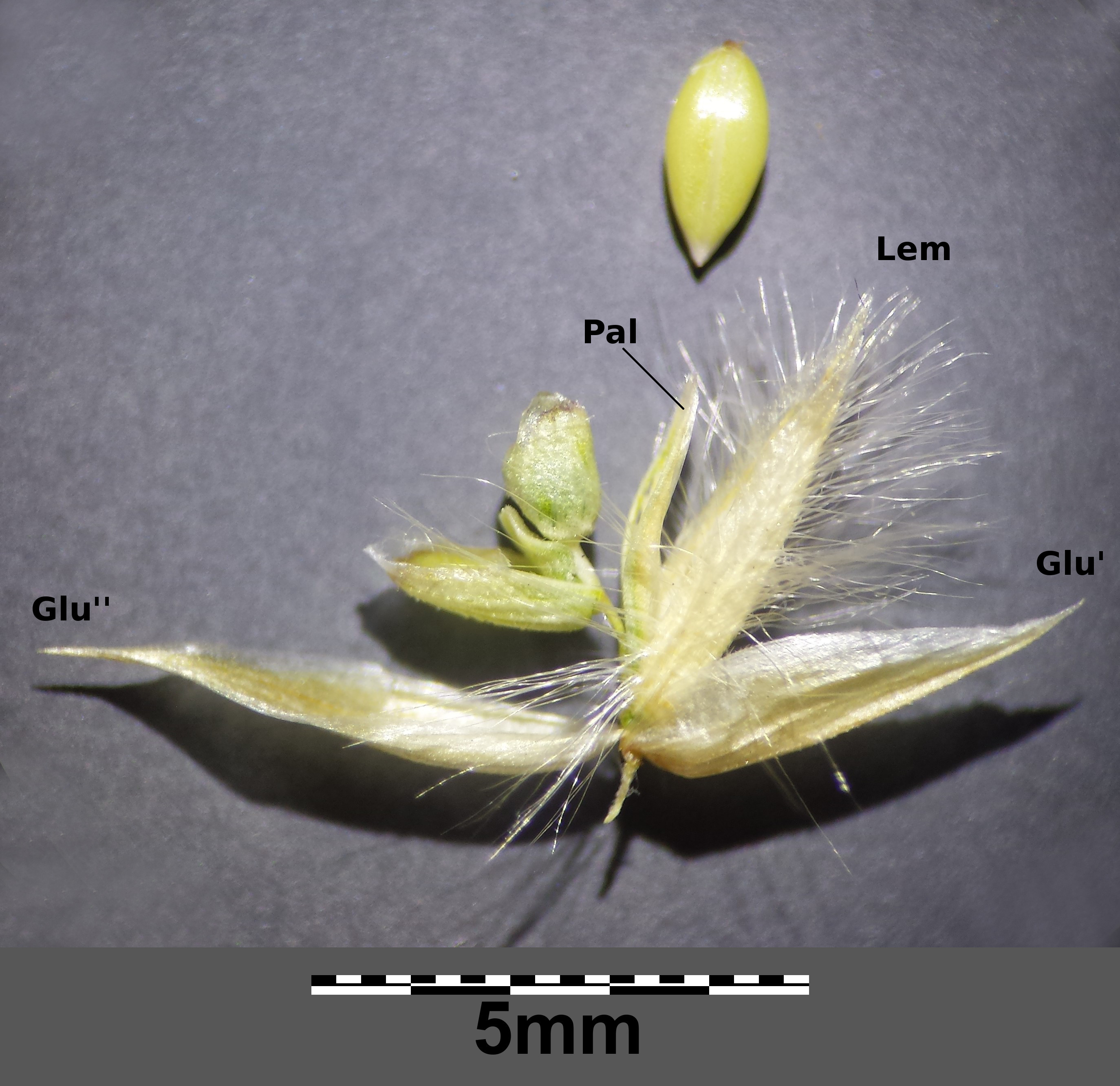
Ährchen mit Hüllspelzen (Glu) und fertiler Blüte mit Deck- (Lem) und Vorspelze (Pal). Die Deckspelze ist dicht seidig behaart.

### Vegetative Merkmale
Das Wimper-Perlgras ist eine ausdauernde und sommergrüne Pflanze, die dichte und reich beblätterte Horste bildet. Der Hemikryptophyt erreicht Wuchshöhen zwischen 30 und 60 Zentimetern. Die oberwärts unter den Blütenständen rauen Halme wachsen steif aufrecht. Die Laubblätter sind graugrün. Die starren Blattspreiten werden bis zu 25 Zentimeter lang und zwischen 3 und 4 Millimeter breit. Sie sind meist flach ausgebreitet, bei Trockenheit oft borstlich eingerollt. Die Blattscheiden sind kahl und tragen keine Öhrchen. Die Blatthäutchen messen zwischen 2 und 3 Millimeter Länge. Sie sind stumpf und meist zerschlitzt.

### Generative Merkmale
Der Blütenstand ist eine aufrechte und undeutlich einseitswendige Ährenrispe. Die an der Blütenachse anliegenden oder etwas abspreizenden Rispenäste sind kurz. Die 6 bis 7 Millimeter langen Ährchen sind zweiblütig. Eines von diesen ist meist steril und verkümmert zu einem kolbenförmigen Rest. Die nach der Blüte weißlichen Hüllspelzen sind etwa gleich lang, rau und unbegrannt. Die ebenfalls zur Fruchtzeit weißlichen, sieben- bis neunnervigen Deckspelzen der unfruchtbaren Blüten sind kahl. Jene der fruchtbaren Blüten sind dagegen lang zottig bewimpert, worauf sowohl der wissenschaftliche als auch der deutsche Name Bezug nehmen. Die Wimpern hängen zur Blütezeit aus den Ährchen heraus. Die Blütezeit erstreckt sich von Juni bis Juli.
Für alle Unterarten wurde die Chromosomenzahl 2n = 18 nachgewiesen.

## Ökologie
Das Wimper-Perlgras ist ein Hemikryptophyt. Durch die langhaarigen Deckspelzen werden die Scheinfrüchte als Schirmchenflieger ausgebreitet.

## Verbreitung und Standort
Das Wimper-Perlgras ist in ganz Europa mit Ausnahme des Nordens mit Schwerpunkten in Wärmegebieten und in Nordafrika verbreitet. Sein Areal reicht im Osten über die Türkei und den Kaukasus bis nach Kasachstan und sogar bis ins nordwestliche China, wo es vor allem in den Steppen beheimatet ist. Außerdem kommt es vom Mittelmeerraum bis zum Iran und auf Madeira vor.
In Mitteleuropa erreicht es seine Nordwestgrenze im Rheintal. In Deutschland ist es recht selten. Es besiedelt offene, lückige und immer sehr sonnige Steinschutt- und Felsfluren auf trockenen, basenreichen und meist kalkhaltigen Böden an Hängen und in Trockenrasen. Sie steigt im Kanton Wallis bis 1600 Meter Meereshöhe auf.
Nach Ellenberg ist es eine Lichtpflanze, ein Wärmezeiger, subozeanisch verbreitet, ein Schwachsäure- bis Schwachbasezeiger und eine Verbandscharakterart der Bleichschwingel-Felsbandfluren (Festucion pallentis). Die ökologischen Zeigerwerte nach Landolt et al. 2010 sind in der Schweiz: Feuchtezahl F = 1+w (trocken aber mäßig wechselnd), Lichtzahl L = 4 (hell), Reaktionszahl R = 4 (neutral bis basisch), Temperaturzahl T = 4+ (warm-kollin), Nährstoffzahl N = 2 (nährstoffarm), Kontinentalitätszahl K = 4 (subkontinental).

## Systematik
Das Wimper-Perlgras wurde 1753 von Carl von Linné in Species Plantarum Tomus 1, S. 66 erstveröffentlicht. Synonyme sind Melica nebrodensis Parl., Melica ciliata subsp. nebrodensis (Parl.) Husn. und Melica ciliata var. nebrodensis (Parl.) Coss. & Durieu.

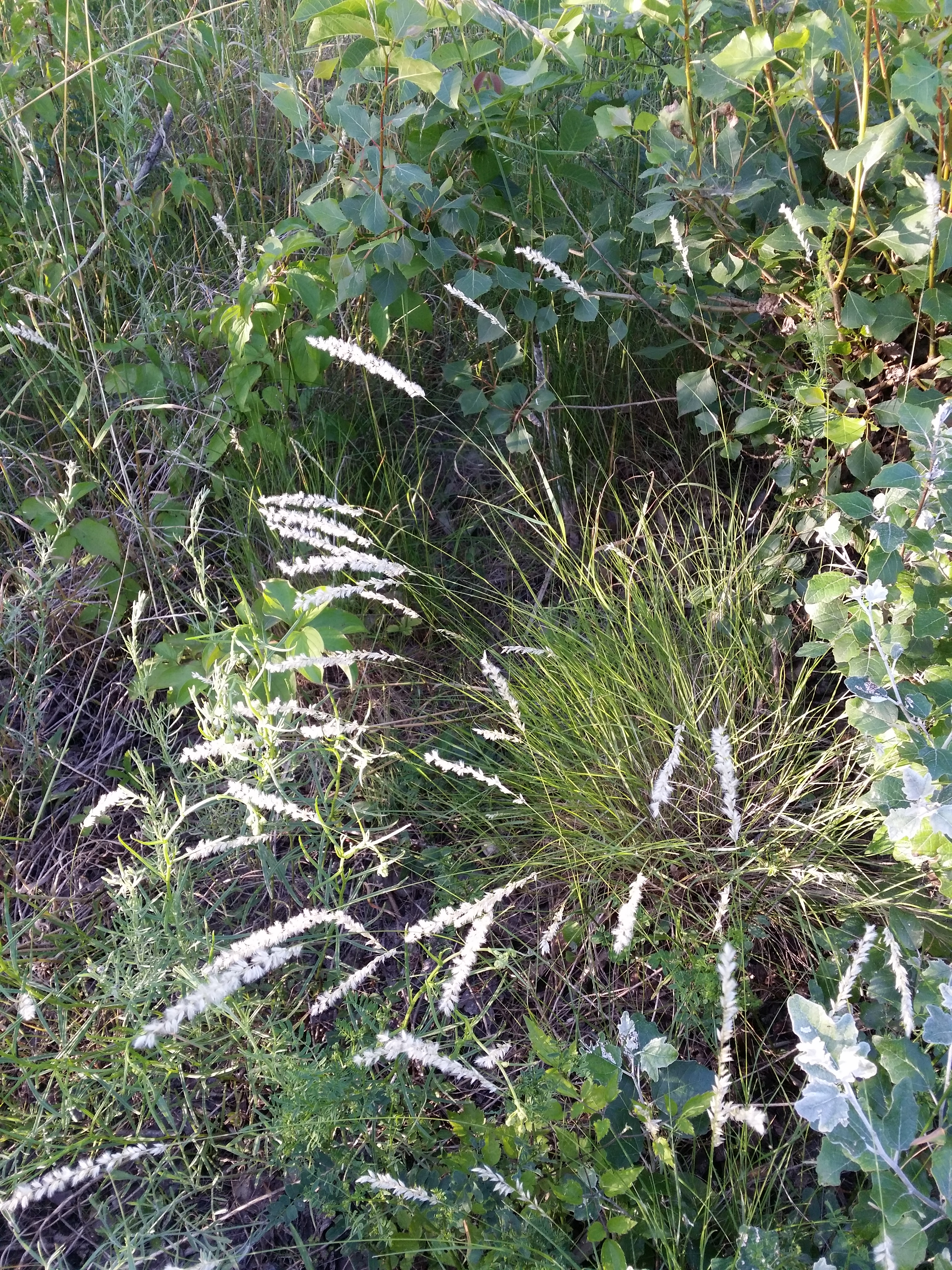
Melica ciliata subsp. ciliata bei Wien

Es wird in vier Unterarten gegliedert, die sich ihrerseits weiter in Varietäten gliedern lassen:
- Melica ciliata subsp. ciliata: Der Halm hängt im Fruchtzustand leicht über. Die Ährenrispe ist unverzweigt. Die untere Hüllspelze ist deutlich kürzer als die untere Deckspelze, welche wie beide Hüllspelzen im Nervenraum kräftig violett sind oder voll vergilben. Diese südosteuropäische Unterart reicht von Mähren und Österreich (Steiermark, Kärnten, Niederösterreich, Burgenland) bis Makedonien und Bulgarien, Moldawien und in die westliche Ukraine. Reliktische Vorkommen gibt es außerdem an der Ostseeküste Südschwedens, Südfinnlands und Estlands, in der Schweiz (Kantone St. Gallen, Graubünden und Glarus), in Norditalien und im Loire-Tal. Sie fehlt in Deutschland.[1]
- Melica ciliata subsp. glauca (F.W. Schultz) Richter: Der Halm hängt im Fruchtzustand nicht bis kaum über. Die Ährenrispe ist unverzweigt. Die untere Hüllspelze ist etwa so lang wie die untere Deckspelze, welche wie beide Hüllspelzen im Nervenraum nur schwach oder gar nicht violett sind. Diese Unterart reicht in Mitteleuropa von Zentralfrankreich bis Thüringen; im Mittelmeergebiet ist sie auf die Gebirge bis in eine Höhe von 1700 m beschränkt. Sie ist in Deutschland und der Schweiz die verbreitete Sippe, in Österreich kommt sie in Vorarlberg, Tirol und Salzburg vor.[1]
- Melica ciliata subsp. magnolii (Gren. & Godr.) Richter: Der Halm ist steif aufrecht. Die Ährenrispe ist bis 25 cm lang, mit bis über 100 Ährchen und meist verzweigt. Die untere Hüllspelze ist etwa so lang wie die untere Deckspelze, welche wie beide Hüllspelzen im Nervenraum nur schwach violett sind. Diese Unterart ist im westlichen Mittelmeergebiet und in der Ägäisregion verbreitet und reicht an der Atlantikküste bis zur Loiremündung.[1]
- Melica ciliata subsp. taurica (K.Koch) Tzvelev: Die Ährchen sind mit bis 6 mm Länge deutlich kürzer als bei den anderen Unterarten. Der Halm hängt im Fruchtzustand etwas über. Die untere Hüllspelze ist deutlich kürzer als die untere Deckspelze, welche wie beide Hüllspelzen im Nervenraum violett sind oder voll vergilben. Diese Unterart kommt auf der südlichen Balkanhalbinsel, im Schwarzmeerraum, in der Türkei, in Kaukasien bis zum Iran in Tieflagen vor.[1]

Nicht mehr als Unterart, sondern als eigene Art wird angesehen:
- Melica ciliata subsp. transilvanica (Schur) Celak.  => Melica transsilvanica Schur.

## Verwendung
Das Wimper-Perlgras kann in Heidegärten als Ziergras verwendet werden.